# عقلية جسدية
العقلية الجسدية (بالإنجليزية: Bodymind): هي نهج يهدف إلى فهم العلاقة بين جسد الإنسان وعقله، إذ يُنظر إليهما على انهما وحدة واحدة متكاملة. يحاول هذا النهج معالجة مسألة العقل والجسد ومقاومة التقاليد الغربية المتمثلة في فلسفة ثنائية العقل والجسد وفلسفة الثنويّة. يُرى مصطلح العقلية الجسدية عادةً ويُصادف في دراسات الإعاقة، مشيرًا إلى العلاقة المعقدة والمتلازمة غالبًا بين الجسد والعقل، وكيف يمكن لهاتين الوحدتين العمل كوحدة واحدة. يبحث مجال الطب النفسي الجسمي في هذه الفكرة.

## العلاقة بالطب البديل
في مجال الطب البديل، تُشير العقلية الجسدية إلى أن:
- النقطة الأولى: يرتبط كل من الجسم والعقل والمشاعر والروح ارتباطًا ديناميكيًا.[1]
- النقطة الثانية: تُخزن التجارب، بما في ذلك الإجهاد البدني والأذيات العاطفية والملذات في خلايا الجسم التي تؤثر بدورها على ردود فعل الشخص تجاه المنبهات.[2]

يمكن للمصطلح أن يشمل مجموعة من المجالات، من ضمنها:
- المناعة العصبية النفسية: وهي دراسة التفاعل بين العمليات النفسية والجهازين العصبي والمناعي عند الإنسان.[3]
- العلاج النفسي الجسمي: وهو فرع من العلاج النفسي يطبق المبادئ الأساسية لعلم النفس الجسدي. ظهر لأول مرة في أعمال بيير جانيت وسيغموند فرويد بالأخص عند فيلهلم رايش.[4][5][6][7][8]
- العلوم العصبية أو البيولوجيا العصبية: وهي دراسة الجهاز العصبي.[9]
- العقلية الجسدية (في تقاليد التأمل، وهي ممارسات يستخدمها الفرد مثل العقلانية، أي تركيز الذهن على حاجة أو فكرة أو نشاط محدد، لتدريب الانتباه والوعي وتحقيق الصفاء الذهني والهدوء العاطفي).
- ناماروبا: تُشير إلى مفهوم العقل والجسد في البوذية.
- الطب النفسي الجسدي: وهو مجال طبي متعدد الاختصاصات، يدرس العلاقات بين العوامل الاجتماعية والنفسية والسلوكية في العمليات الجسدية ونوعية الحياة عند البشر والحيوانات. يأخذ الطب النفسي الجسدي دوره الأساسي في الحالات السريرية التي تمثل فيها العمليات العقلية عاملًا رئيسًا يُؤثر على النتائج الطبية.[10]
- التكامل الوضعي: وهي طريقة موجهة للعلاج النفسي الجسمي، طورها جاك بينتر (1933-2010) بدايةً في أواخر الستينيات من القرن العشرين في كاليفورنيا في الولايات المتحدة، وذلك بعد الدراسة في مجالات علم النفس الإنساني وحركة الإمكانات البشرية. تسعى هذه الطريقة إلى دعم التغيير الشخصي وتطوير الذات، عبر شكل خاص من العلاج باستخدام الأعمال الجسدية الشمولية اليدوية.[11][12][13][14]

يتشابك مصطلح العقلية الجسدية في مجال الطب البديل -بالأخص في مقاصده المعارضة للفلسفة الثنويّة- كثيرًا مع المصطلح الفلسفي «العقلية الجسدية» الذي طوره الفيلسوف ويليام إتش. بوتيت بشكل مستقل.

## صلته بدراسات الإعاقة
يُستخدم مصطلح العقلية الجسدية عمومًا في المجال الأكاديمي لدراسات الإعاقة. يستخدم علماء الإعاقة مصطلح العقلية الجسدية للتأكيد على الترابط بين الجسم والعقل وعدم الفصل بينهما.
من العلماء البارزين الذين كتبوا أكاديميًا عن العقلية الجسدية: إيلي كلير ومارجريت برايس وسامي شالك وأليسون باتسفاس وأليسون كافر. اقترح كلير وبرايس أن العقلية الجسدية تُعبّر عن الترابط بين العمليات العقلية والجسدية، ووضّح شالك أيضًا أن العقلية الجسدية تنسجم على نحو ما مع الإعاقة والعرق.
كان إيلي كلير من أوائل العلماء الذين عمموا مفهوم العقلية الجسدية ونشروه، وهو كاتب وناشط في دراسات الشذوذ والإعاقة. يستخدم كلير العقلية الجسدية في عمله  العيب الذكي وسيلةً لمواجهة الافتراضات الغربية الشائعة بأن الجسم والعقل كيانان منفصلان، أو أن العقل «متفوق» على الجسم.
كتبت العالمة مارجريت برايس أن جمع «الجسد» و«العقل» في مصطلح واحد يُؤكد أن «العمليات العقلية والجسدية لا تؤثر على بعضها البعض فحسب، بل تؤدي أيضًا إلى بعضها البعض؛ لأنها تميل لتعمل كوحدة واحدة بالرغم من أنها مفهومة تقليديًا كوحدتين منفصلتين».
استخدمت العالمة سامي شالك مصطلح العقلية الجسدية في كتابها إعادة تصور العقلية الجسدية، للاعتراف بأن «العمليات التي تحدث داخلنا تؤثر على بعضها بطريقة تصعّب التمييز الواضح بين العمليات الجسدية والعمليات العقلية إن لم يكن ذلك مستحيلًا في معظم الحالات». تؤكد شالك على فائدة مصطلح العقلية الجسدية من ناحية ارتباطه بالإعاقة والعرق. لاحظت شالك -في التحليل التاريخي للعرق والجنس والإعاقة- أنه من المهم الاعتراف بالتأثير غير الجسدي لمختلف الاضطهادات وإدراكه جيدًا. بالنسبة لشالك، يسلط مصطلح العقلية الجسدية الضوء على «الإجهاد النفسي» للاضطهاد.
فيما يتعلق بالصدمة المتوالية عبر الأجيال، يُستخدم مفهوم العقلية الجسدية لإظهار العاقبة النفسية للاضطهاد والشدة التي يحدثها والتي تسبب مظاهر عقلية وجسدية دائمة. يُعد الارتباط بين الجسد والعقل مجرد فرضية، مثال ذلك: دُرس الارتباط بين الصحة العقلية والجسدية في مجال الطب النفسي الجسدي، الذي استقصى ارتباط العمليات الجسدية بالعوامل الاجتماعية والنفسية. على سبيل المثال، تظهر الحالات النفسية مثل الاضطراب الاكتئابي الرئيس غالبًا على شكل إفراط في النوم وخسارة الشهية واكتساب الوزن أو خسارته وألم الظهر والإصابة بالصداع.